# 시디부사이드
시디부사이드(영어: Sidi Bou Said, 아랍어: سيدي بو سعيد)는 튀니지의 수도 튀니스로부터 20km 정도 떨어진 곳에 위치한 튀니스주의 도시이다.
독특한 돔 형태의 지붕과 아치형의 대문과 발코니가 모두 흰색과 푸른색으로 장식되어 있으며, 튀니지의 전통 건축 양식을 볼 수 있어 관광객들이 많이 찾는 명소이다. 흰 벽에 마린브로 창이 바탕인 집이 늘어서 있는 고치의 거리에 있다. 유럽의 예술가가 많이 체재했던 곳으로도 유명하다. 튀니스만의 경치를 한눈에 볼 수 있다.

## 예술가
시디부사이드는 아직도 예술가 마을로서 명성이 있다. 많은 유명한 예술가들이 살았거나 방문했다. 이 도시에 거주했던 가장 유명한 예술가는 파울 클레이다.